# Pildammarna
Pildammarna ligger i Pildammsparken i Malmö i Skåne och ingår i Nybroån-Sege ås kustområde. De har en areal på 0,0848 kvadratkilometer och ligger 7 meter över havet.

## Delavrinningsområde
Pildammarna ingår i det delavrinningsområde (616563-132452) som SMHI kallar för Rinner mot Malmö hamnområde. Medelhöjden är 13 meter över havet och ytan är 38,17 kvadratkilometer. Det finns inga avrinningsområden uppströms utan avrinningsområdet är högsta punkten. Avrinningsområdets utflöde mynnar i havet, utan att ha någon enskild mynningsplats. Avrinningsområdet har 0,18 kvadratkilometer vattenytor vilket ger det en sjöprocent på 0,5 %. Bebyggelsen i området täcker en yta av 32,84 kvadratkilometer eller 86 % av avrinningsområdet.

## Bilder

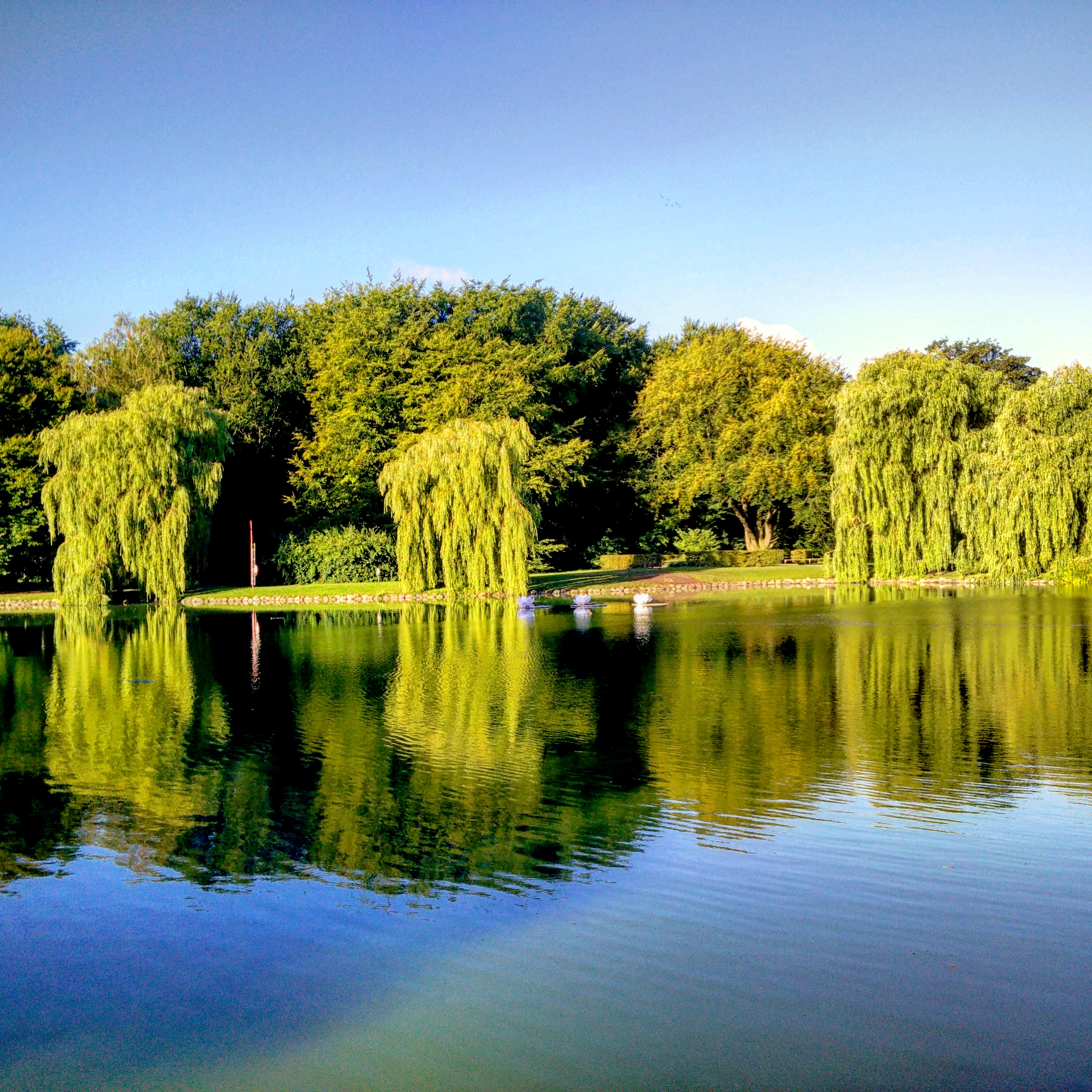
Lilla pildammen
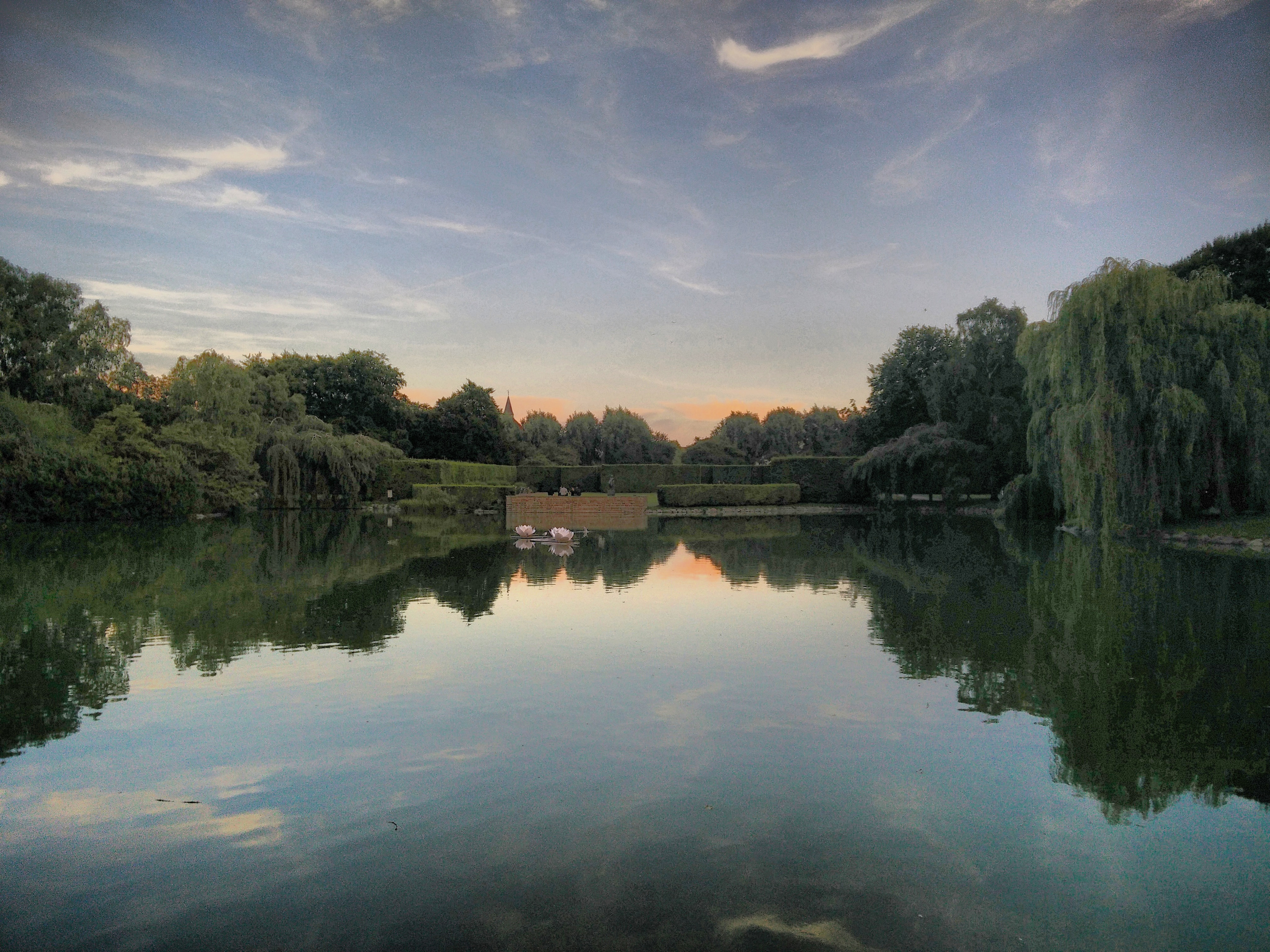
Lilla pildammen med Galatheas hage i bakgrunden
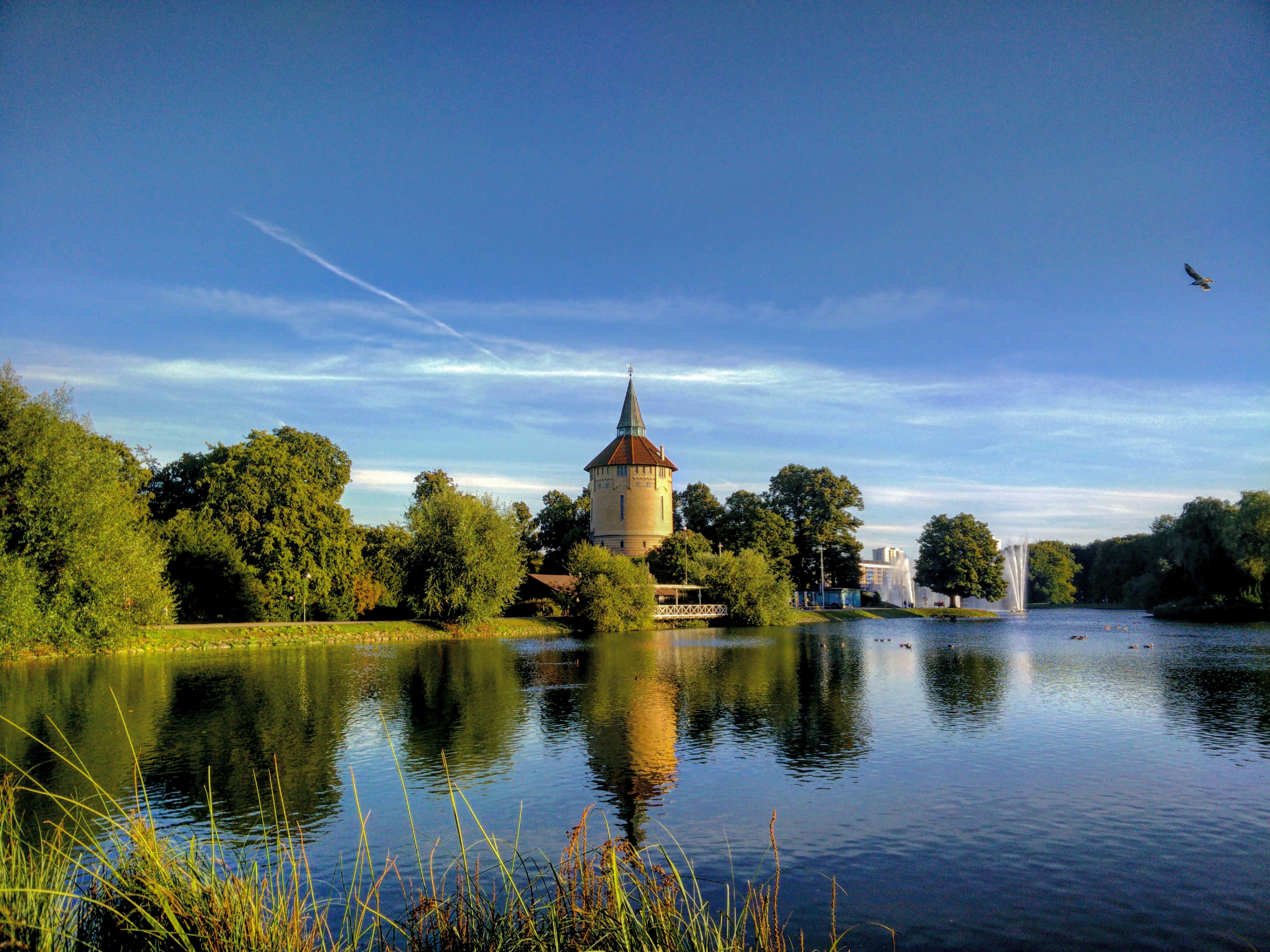
Stora pildammen och vattentornet
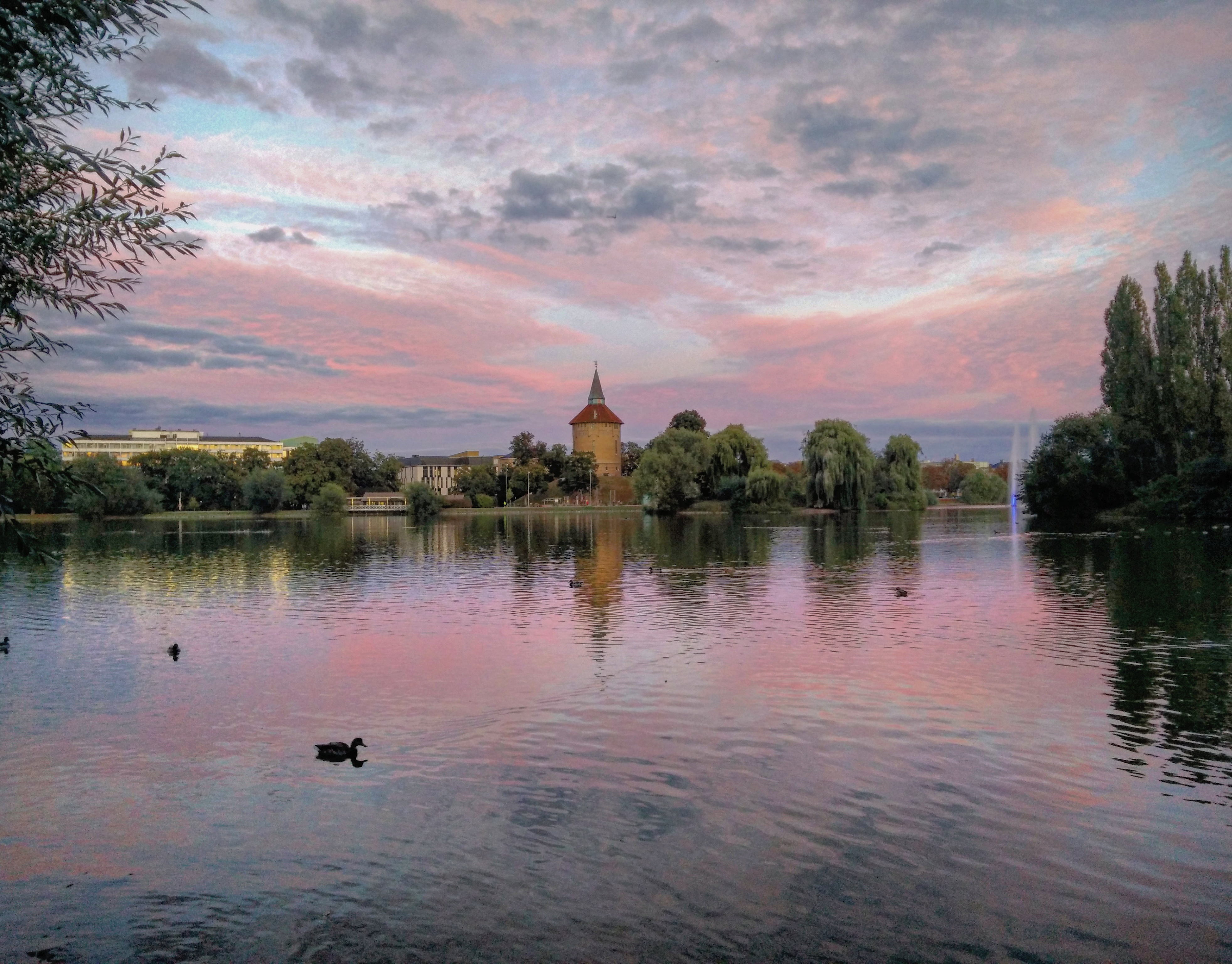
Stora pildammen i skymning
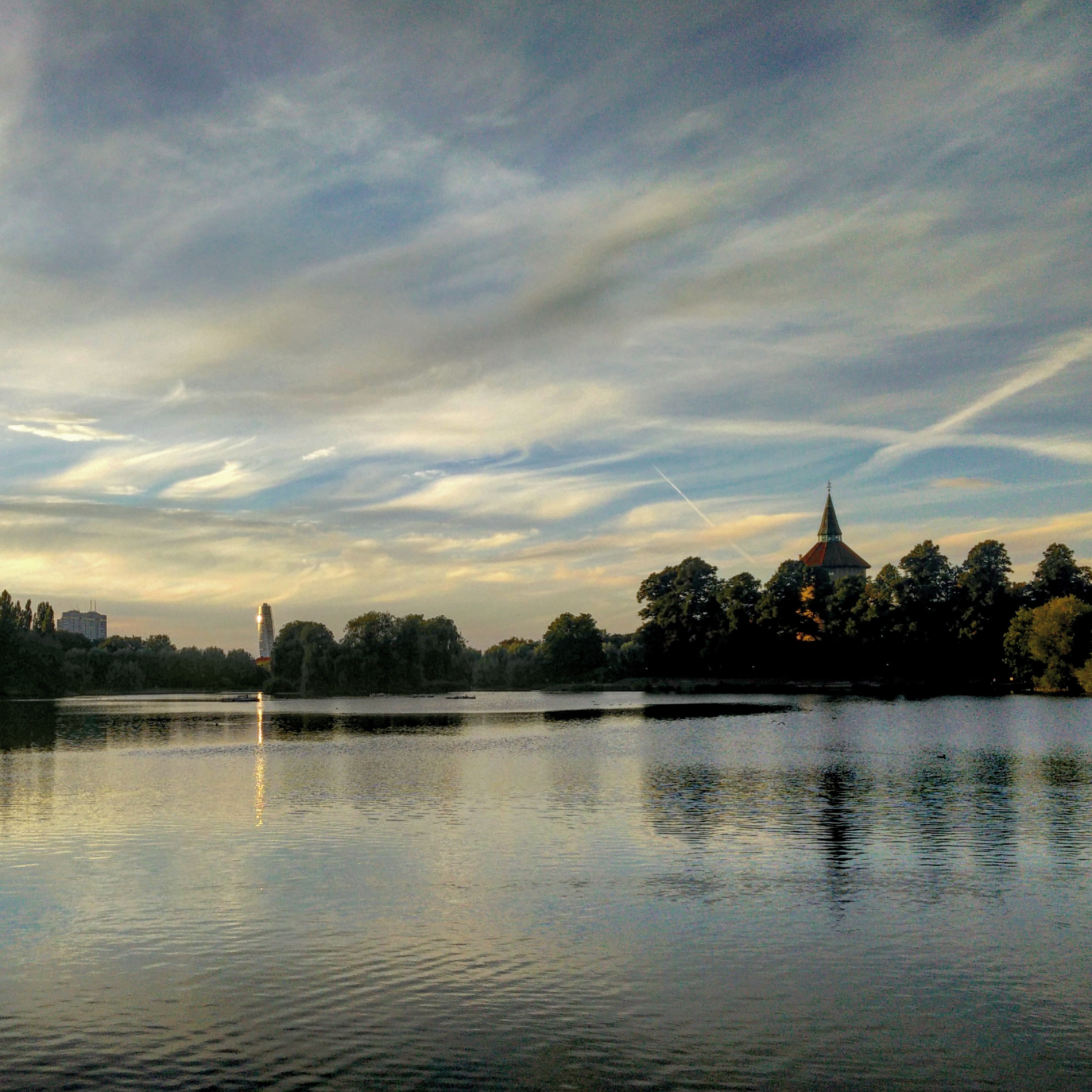
Stora pildammen med Turning Torso i fjärran
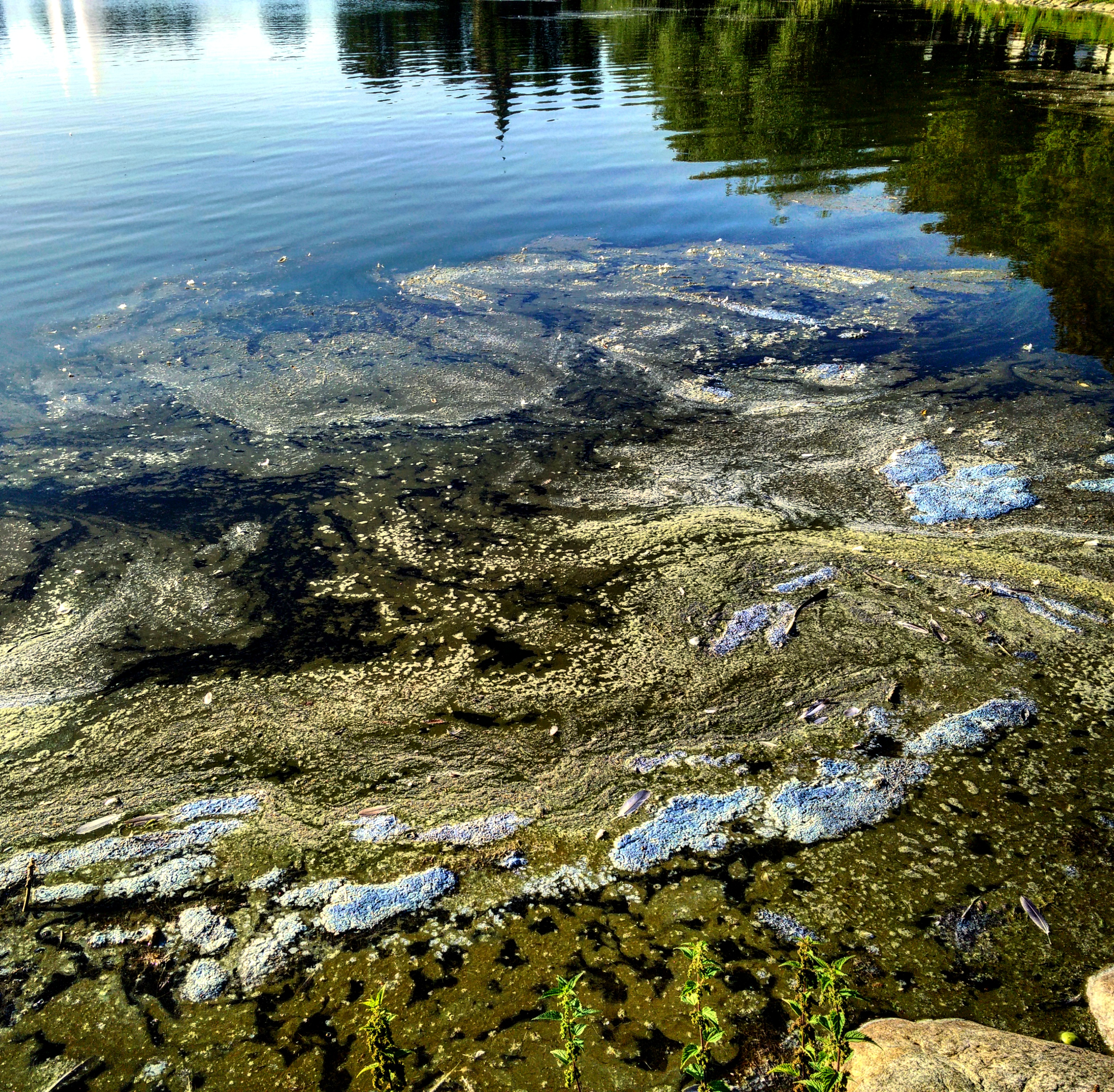
Bakterier i Stora pildammen sommaren 2016